# フライング・フィッシュ・コーブ
フライング・フィッシュ・コーブ（Flying Fish Cove）は、インド洋に浮かぶオーストラリア領クリスマス島の中心地。クリスマス島北東岸の入江の湾に位置し、人口は1,347人（2011年国勢調査）。セトルメント地区（The Settlement）とも呼ばれる。

## 歴史
1886年イギリスのジャック・マクレアがフライング・フィッシュ号で来島し、この入江にフライング・フィッシュ・コーブと名付けた。そしてジョン・クルーニーズ＝ロス一族がココス諸島で材木などの供給を集めるために、1888年6月にフライング・フィッシュ・コーブの入江の湾に供給地を設置し、集落を築いた。さらに、海洋学者のジョン・マーレー博士が豊富なリン酸塩の資源を発見した事もあって、1891年マーレーとクルーニーズ＝ロスはイギリス政府から99年間のリン鉱採掘権を与えられた。そしてリン酸塩の積荷は1895年に始まり、1897年にクリスマス島リン鉱会社(Christmas Island Phosphate Company)がフライング・フィッシュ・コーブで設立された。リン酸塩採掘の労働力として、シンガポール、中国、マレーシアなどから労働者が連れて来られた。
1942年3月31日の日本軍のクリスマス島占領の時、日本軍の潜水艦がフライング・フィッシュ・コーブでリン酸塩を降ろしていたノルウェーの貨物船を魚雷で攻撃し、沈めた事がある。